# 도요마정 (미야기현)
도요마정(登米町)은 미야기현 북동부에 위치했던 마을이다. 캐치프레이즈는 '미야기노 메이지 촌'. 옛부터 미야기현 북부의 중심으로서 번창해 왔다. 2005년 4월 1일에 합병에 의해 도미시가 되어 소멸하였다.

## 개요
속일본기에 의하면 도야마촌으로 기록되어 훗날 도미촌으로 인정받은 사실이 있어 도야마가 도요마의 어원으로 여겨지고 있다고 한다. 도요마의 원음은 아이누어의 토이 오마이며 도메정 일대는 아이누가 먹었을 것으로 보이는 알칼리성의 하얀 암석이 많이 발굴되고 있다.
메이지 초기에 군구정촌 편제 때에 간단한 읽는 법으로서 「도메」가 군명에 채용되었다.그 때문에, 군명은 「도메」, 동명은 「도요마」라고 부르게 되었다.덧붙여 합병에 의해서 탄생한 도메시의 시명은 「도메」이지만, 합병 후의 구정명은 대자의 일부가 되어, 그 읽기는 「도요마」이다.

## 지리
미야기현 북부에 위치한 마을이다.마을의 중앙으로 기타카미 강이 흐르고 동쪽은 기타카미 산지, 서쪽은 전원 지대로 되어 있다.

## 역사
나라 시대부터 도메군의 이름을 볼 수 있다.'
- 1869년 - 와쿠다니현과 도요마현에 현청이 설치되었다.
- 1871년 - 이와이현이 후에 미즈시마현이 되었다.
- 1872년 - 미즈사와현의 현청이 도메로 이전하였다.
- 1873년 - 5개 촌이 합병해 도요마촌이 탄생하였다.
- 1875년 -미즈사와 현의 현청이 이치노세키로 이전하였다
- 1879년 - 히네우시촌이 분리하였다.
- 1889년 - 시정촌제 실시와 함께  히네우시촌과 도요마촌이 합병해 도요마정으로 승격해 형성하였다.
- 1945년 - 센보쿠 철도가 개통하였다.
- 1968년 - 센보쿠 철도가 폐지하였다.
- 2005년 4월 1일 - 도메군 우치카타정 및 모토요시군 요네야마정이 합병해 도메시가 되었다.

## 행정
마지막 정장 : 나카자와 히로시 (2000년 3월 ~ )

## 교육

### 고등학교
미야기현 도요마 고등학교

### 중학교
도요마 정립 도요마 중학교

### 초등학교
도요마 정립 도요마 초등학교

## 교통

### 철도
- 동일본 여객철도
  - 기센누마 선 (동네에 철도 노선은 없다. 철도를 이용할 경우 가장 가까운 역은 JR 동일본 게센누마 선 야나기쓰 역이다. 예전에는 센보쿠 철도가 마을을 통과하여 종점 노보쿠 역이 있었다.)

### 도로
- 국도 342호선